# Теккленбург
Теккленбург (нем. Tecklenburg) — город в Германии, в земле Северный Рейн-Вестфалия.
Подчинён административному округу Мюнстер. Входит в состав района Штайнфурт. Население составляет 9159 человек (на 31 декабря 2010 года). Занимает площадь 70,37 км². Официальный код — 05 5 66 088.
Город подразделяется на 17 городских районов. С 1263 по 1806 годы принадлежал графам Бентгейм.

## Известные уроженцы и жители
- Круммахер, Фридрих-Адольф (1767—1845) — немецкий поэт, теолог